# Axel Österberg (konstnär)
Karl Axel Fredrik Österberg, född 8 november 1866 i Vaxholm, död 27 maj 1952 i Stockholm, var en svensk målare, tecknare och etsare. 
Han var son till fiskaren Isak Österberg och Maria Carolina Sundberg. Han studerade vid Tekniska skolan (nuvarande konstfack) i Stockholm 1888–1889 och vid Axel Tallbergs etsarskola 1895–1896 och var privatelev till Tallberg 1923. Han blev Vetenskapsakademiens tecknare 1917 och var även verksam som tecknare vid Naturhistoriska riksmuseet och Karolinska institutet där han utförde etnografiska, zoologiska och anatomiska teckningar. Han var representerad med målningar vid Hantverks- och industriutställningen i Nässjö 1922. Österberg är representerad vid land annat Nationalmuseum och Uppsala universitetsbibliotek.
Han var även verksam som bokhållare och som tecknare i tidskriften Söndags-Nisse.
Axel Österberg gifte sig aldrig. Han är begravd på Stockholms norra begravningsplats.